# Jerome Powell
Jerome Hayden Powell (Washington, 1953. február 4. –) amerikai bankár, 2018. február 5. óta a Federal Reserve System (Fed), az amerikai jegybank szerepét betöltő szervezet elnöke.